# ماسایوکی ایزومیکاوا
ماسایوکی ایزومیکاوا (انگلیسی: Masayuki Izumikawa؛ زادهٔ ۲۲ ژانویهٔ ۱۹۷۱) بازیکن والیبال اهل ژاپن بود.